# Terrebasse
Terrebasse es una comuna francesa situada en el departamento de Alto Garona, en la región de Occitania.

## Demografía
| 198 | 165 | 124 | 116 | 111 | 121 | 138 |
| Para los censos de 1962 a 1999 la población legal corresponde a la población sin duplicidades (Fuente: INSEE [Consultar]) |     |     |     |     |     |     |